# Waleri Alexandrowitsch Abramow
Waleri Alexandrowitsch Abramow (russisch Валерий Александрович Абрамов, engl. Transkription Valeriy Abramov; * 22. August 1956 in Jerzewo, Oblast Archangelsk; † 14. September 2016 in Moskau) war ein sowjetischer Langstreckenläufer.

## Karriere

### Nationale Erfolge
1978 wurde Abramow sowjetischer Meister über 1500 Meter und 1987 über 10.000 Meter.
In der Halle errang er vier nationale Titel über 3000 Meter (1978, 1981–1983) und einen über 1500 Meter (1983).

### Internationale Erfolge
| Jahr | Turnier                         | Austragungsort | Disziplin             | Platzierung            |
| ---- | ------------------------------- | -------------- | --------------------- | ---------------------- |
| 1980 | Olympische Spiele               | Moskau         | 5000 m                | 6. Platz im Halbfinale |
| 1981 | 12. Halleneuropameisterschaften | Grenoble       | 3000 m (real: 2820 m) | 3. Platz (Bronze)      |
| 1982 | 13. Halleneuropameisterschaften | Mailand        | 3000 m                | 3. Platz (Bronze)      |
| 1982 | 13. Europameisterschaften       | Athen          | 5000 m                | 6. Platz               |
| 1983 | 14. Halleneuropameisterschaften | Budapest       | 3000 m                | 2. Platz (Silber)      |
| 1983 | 1. Weltmeisterschaften          | Helsinki       | 5000 m                | 11. Platz              |
| 1984 | Wettkämpfe der Freundschaft     | Moskau         | 10.000 m              | 1. Platz (Gold)        |

## Persönliche Bestzeiten
- 1000 m: 2:18,4 min, 20. August 1978, Podolsk
- 1500 m: 3:36,80 min, 27. August 1981, Kiew
  - Halle: 3:41,3 min, 5. Februar 1983, Moskau
- 1 Meile (Halle): 3:58,63 min, 23. Februar 1983, Cosford
- 3000 m: 7:46,80 min, 27. Juli 1983, Leningrad
  - Halle: 7:50,89 min, 18. Februar 1983, Moskau
- 5000 m: 13:11,99 min, 9. September 1981, Rieti
  - Halle: 13:35,71 min, 10. März 1982, Mailand
- 10.000 m: 27:55,17 min, 17. August 1984, Moskau